# Perissomastix breviberbis
Perissomastix breviberbis är en fjärilsart som beskrevs av Edward Meyrick 1933. Perissomastix breviberbis ingår i släktet Perissomastix och familjen äkta malar. Inga underarter finns listade i Catalogue of Life.